# Кубок Гонконгу з футболу 2017—2018
Кубок Гонконгу з футболу 2017—2018 — 43-й розіграш кубкового футбольного турніру в Гонконзі. Титул вдруге поспіль здобув Кітчі.

## Календар
| Раунд        | Дата              | Матчі | Клуби  |
| ------------ | ----------------- | ----- | ------ |
| Перший раунд | 30-31 грудня 2017 | 2     | 10 → 8 |
| 1/4 фіналу   | 7-8 квітня 2018   | 4     | 8 → 4  |
| 1/2 фіналу   | 5-6 травня 2018   | 2     | 4 → 2  |
| Фінал        | 26 травня 2018    | 1     | 2 → 1  |

## Перший раунд
| Команда 1       | Рахунок | Команда 2 |
| --------------- | ------- | --------- |
| 30 грудня 2017  |         |           |
| R&F             | 0:4     | Юень Лун  |
| 31 грудня 2017  |         |           |
| Лі Мен Ворріорс | 3:1     | Дрімс     |

## 1/4 фіналу
| Команда 1                  | Рахунок | Команда 2       |
| -------------------------- | ------- | --------------- |
| 7 квітня 2018              |         |                 |
| Саутерн Дістрікт Рекріейшн | 1:0     | Юень Лун        |
| Тай По                     | 3:0     | Рейнджерс       |
| 8 квітня 2018              |         |                 |
| Кітчі                      | 4:3     | Лі Мен Ворріорс |
| Істерн                     | 1:2     | Гонконг Пегасус |

## 1/2 фіналу
| Команда 1                  | Рахунок | Команда 2       |
| -------------------------- | ------- | --------------- |
| 5 травня 2018              |         |                 |
| Саутерн Дістрікт Рекріейшн | 1:4 дч  | Тай По          |
| 6 травня 2018              |         |                 |
| Кітчі                      | 4:1     | Гонконг Пегасус |

## Фінал
| 26 травня 2018 10:00 (EEST) |

| Кітчі              | 2:1      | Тай По      |
| ------------------ | -------- | ----------- |
| Аканде 73' Лум 78' | Протокол | Сарторі 82' |

| Стадіон «Гонконг», Сонконпо, Острів Гонконг Глядачів: 3 044 Арбітр: Лю Квок Ман |